# 安藤孝四郎
安藤 孝四郎（あんどう こうしろう、1934年 - ）は、元青山学院理事長、日本の企業家。

## 略歴
1959年青山学院大学経済学部卒業。大学卒業後、株式会社電通入社。1987年に同社取締役、1989年に同社常務取締役、1995年に同社常任監査役を歴任。1997年〜2002年に株式会社インタービジョン代表取締役社長を務める。1997年〜2004年にはソニー株式会社顧問を務める。1999年に学校法人青山学院理事に就任し、2011年同校評議員を歴任後、2012年に同校の理事長に就任した。2015年11月24日任期満了により退任。
| スタブアイコン | サブスタブ | この項目は、まだ閲覧者の調べものの参照としては役立たない、人物に関連した書きかけの項目です。この項目を加筆・訂正などしてくださる協力者を求めています（P:人物伝/PJ:人物伝）。 |